# Mateusz Grzybek
Mateusz Grzybek (Tychy, 1996. március 30. –) lengyel korosztályos válogatott labdarúgó, a Zagłębie Lubin hátvédje.

## Pályafutása

### Klubcsapatokban
Grzybek a lengyelországi Tychy városában született. Az ifjúsági pályafutását a helyi Chrzciciel Tychy csapatában kezdte, majd a GKS Tychy akadémiájánál folytatta.
2013-ban mutatkozott be a GKS Tychy másodosztályban szereplő felnőtt keretében. 2019-ben a Nieciecza szerződtette. 2022-ben az első osztályban érdekelt Radomiakhoz igazolt. Először a 2022. július 17-ei, Miedź Legnica ellen 1–1-es döntetlennel zárult mérkőzésen lépett pályára. Első gólját 2022. november 6-án, a Widzew Łódź ellen idegenben 3–1-es győzelemmel zárult találkozón szerezte meg. 2023. január 9-én 3½ éves szerződést kötött a Zagłębie Lubin együttesével. 2023. január 28-án, a Śląsk Wrocław ellen 3–0-ra megnyert bajnokin debütált.

### A válogatottban
Grzybek az U17-es, az U18-as és az U19-es korosztályú válogatottakban is képviselte Lengyelországot.

## Statisztikák
2023. február 12. szerint
| Klub           | Szezon   | Osztály     | Bajnokság | Bajnokság | Kupa és Ligakupa | Kupa és Ligakupa | Nemzetközi | Nemzetközi | Összesen | Összesen |
| Klub           | Szezon   | Osztály     | Meccs     | Gól       | Meccs            | Gól              | Meccs      | Gól        | Meccs    | Gól      |
| -------------- | -------- | ----------- | --------- | --------- | ---------------- | ---------------- | ---------- | ---------- | -------- | -------- |
| Nieciecza      | 2019–20  | I Liga      | 31        | 2         | 1                | 0                | —          | —          | 32       | 2        |
| Nieciecza      | 2020–21  | I Liga      | 27        | 4         | 1                | 0                | —          | —          | 28       | 4        |
| Nieciecza      | 2021–22  | Ekstraklasa | 26        | 2         | 2                | 0                | —          | —          | 28       | 2        |
| Nieciecza      | Összesen | Összesen    | 84        | 8         | 4                | 0                | 0          | 0          | 88       | 8        |
| Radomiak       | 2022–23  | Ekstraklasa | 16        | 2         | 1                | 0                | —          | —          | 17       | 2        |
| Zagłębie Lubin | 2022–23  | Ekstraklasa | 3         | 0         | 0                | 0                | —          | —          | 3        | 0        |
| Összesen       | Összesen | Összesen    | 103       | 10        | 5                | 0                | 0          | 0          | 108      | 10       |

## Sikerei, díjai
Nieciecza
- I Liga
  - Feljutó (1): 2020–21